# Bijlmerkwestie

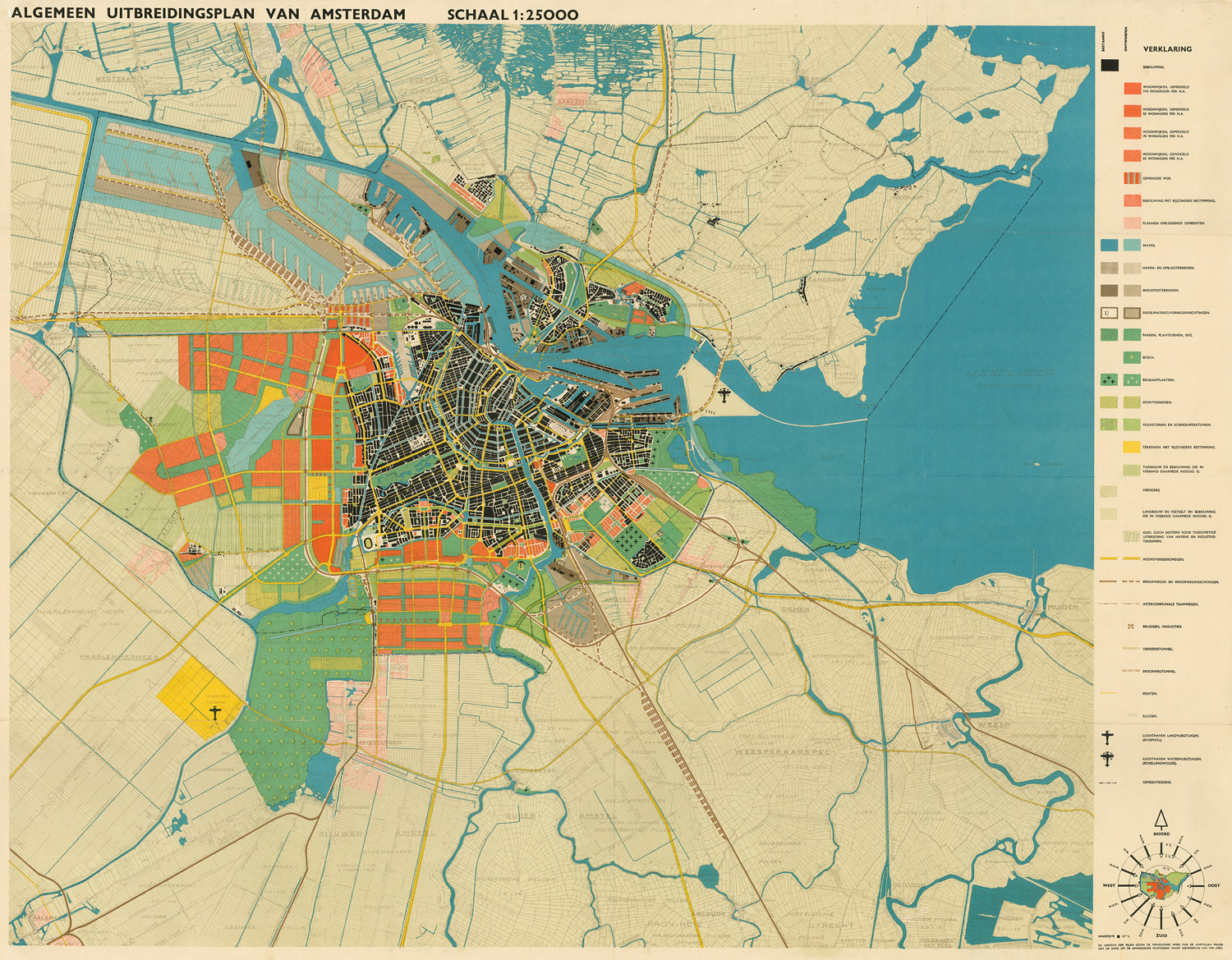
Het Algemeen Uitbreidingsplan uit 1934 van de Dienst der Publieke Werken, afdeling Stadsontwikkeling. Rechtsonder het te annexeren westelijke gedeelte van Weesperkarspel.

De Bijlmerkwestie, ook wel bekend als de nacht van Scheps, was een tien uur durend debat in de Tweede Kamer dat plaatsvond op 27 oktober 1964 waarbij met zeven stemmen meerderheid werd besloten het westelijk grondgebied van de gemeente Weesperkarspel bestaande uit de Bijlmermeer, Oost Bijlmerpolder, de polder Gein en Gaasp en delen van de West Bijlmerpolder, Bullewijker en Holendrechter polder en Venserpolder voorlopig voor twaalf jaar aan de gemeente Amsterdam toe te wijzen. Een gevolg van de toewijzing was dat het Plan Pampus niet werd uitgevoerd, hoewel in de jaren negentig daarvan alsnog een soort light-variant is ontwikkeld in de vorm van IJburg.

## Aanleiding

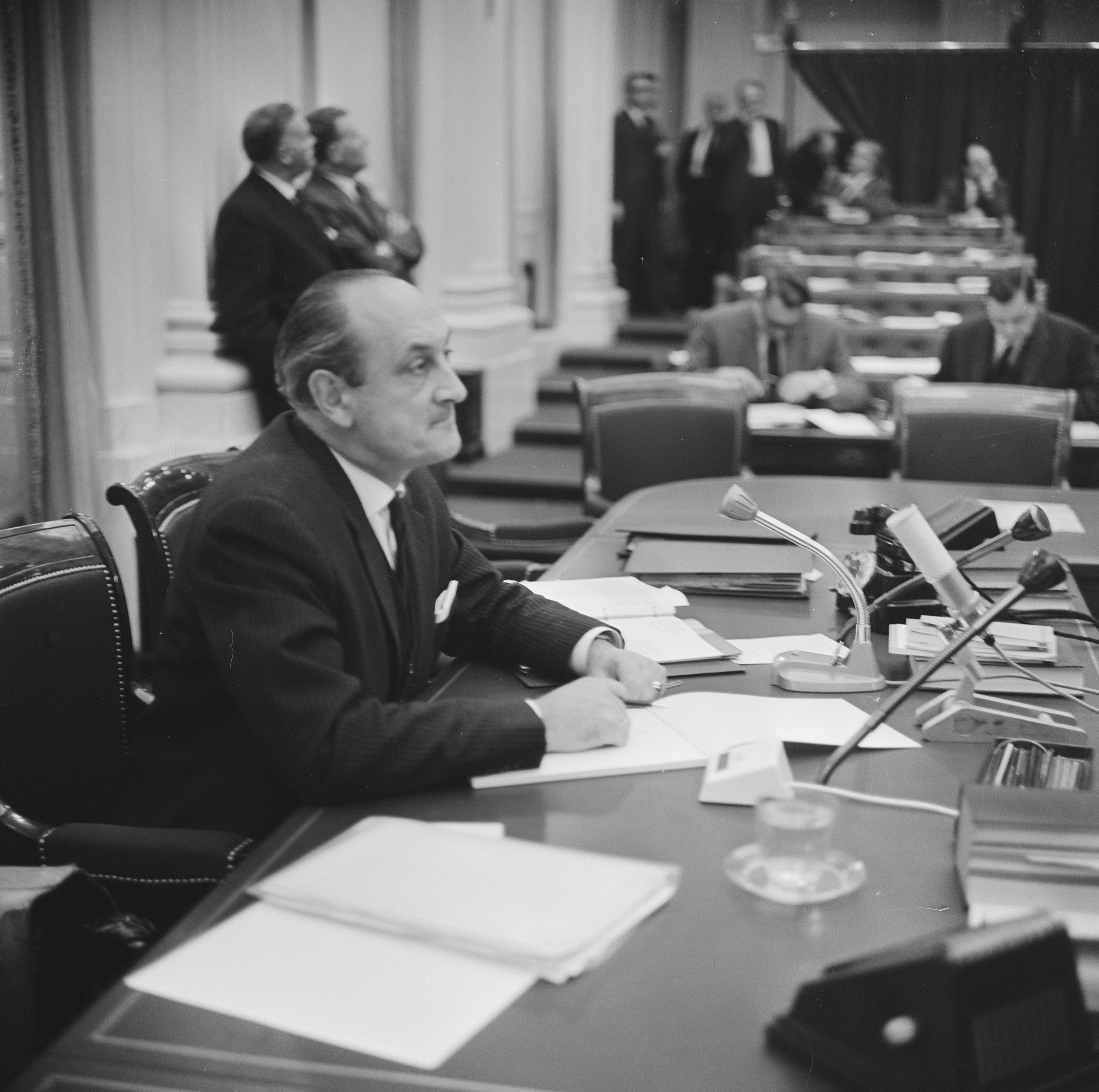
Minister Toxopeus

In het Algemeen Uitbreidingsplan, dat voor Amsterdam in 1935 was opgesteld, werd alleen uitgegaan van een stadsuitbreiding naar het westen en zuiden. In 1957 werd duidelijk dat binnen de bestaande grenzen van Amsterdam geen ruimte meer te vinden was voor grootschalige woningbouw. Gedeputeerde Staten van Noord-Holland en Amsterdam dachten daarom aan het gebied ten zuidoosten van de stad waar ruimte zou zijn voor 100.000 inwoners. Probleem was echter dat het beoogde gebied niet in de gemeente Amsterdam lag, maar in de gemeente Weesperkarspel. Amsterdam, met wethouder Joop den Uyl, wilde van deze gemeente het westelijk deel met daarin de Bijlmermeer, de Oost Bijlmerpolder en de polder Gein en Gaasp annexeren. Het rijk, maar ook Weesperkarspel, waren hier echter tegen en minister van binnenlandse zaken Edzo Toxopeus stelde voor om Diemen en Ouder-Amstel samen te voegen met de Bijlmermeer tot een gemeente Bijlmermeer maar Diemen wilde Ouder-Amstel er niet bij hebben en ook Ouder-Amstel wilde liever zelfstandig blijven.
Het belangrijkste argument voor annexatie was het behoud van een harmonische bevolkingsopbouw: men wilde voorkomen dat er veel inwoners vertrokken en de stad zou vergrijzen en dat toevoeging aan Diemen en Ouder Amstel de bevolkingsstructuur van Amsterdam zou scheeftrekken. Amsterdam stuurde daarom een brief naar de Tweede Kamer, waarin werd gepleit voor annexatie.
Hoewel het besluit tot annexatie door de Kamer nog moest worden genomen, en dat een langdurige procedure was, legde Weesperkarspel zich al bij zijn mogelijke aanstaande opheffing neer en werkte mee aan de verandering van het bestemmingsplan van een agrarische in een woonbestemming. Burgemeester Dirk Kastelein en zijn enige wethouder deden alles wat Amsterdam hun vroeg en kochten vanaf 1962 vrijwel alle boerderijen op die werden onteigend. Er werd nauw samengewerkt met de Dienst der Publieke Werken Amsterdam met een team onder leiding van Ton de Gier en ontwerper Siegfried Nassuth om de plannen verder uit te werken. Intussen werd ook begonnen met het het opspuiten van de Bijlmermeer met 11,5 miljoen kubieke meter zand uit de Vinkeveense plassen en het Muiderzand.

## Debat

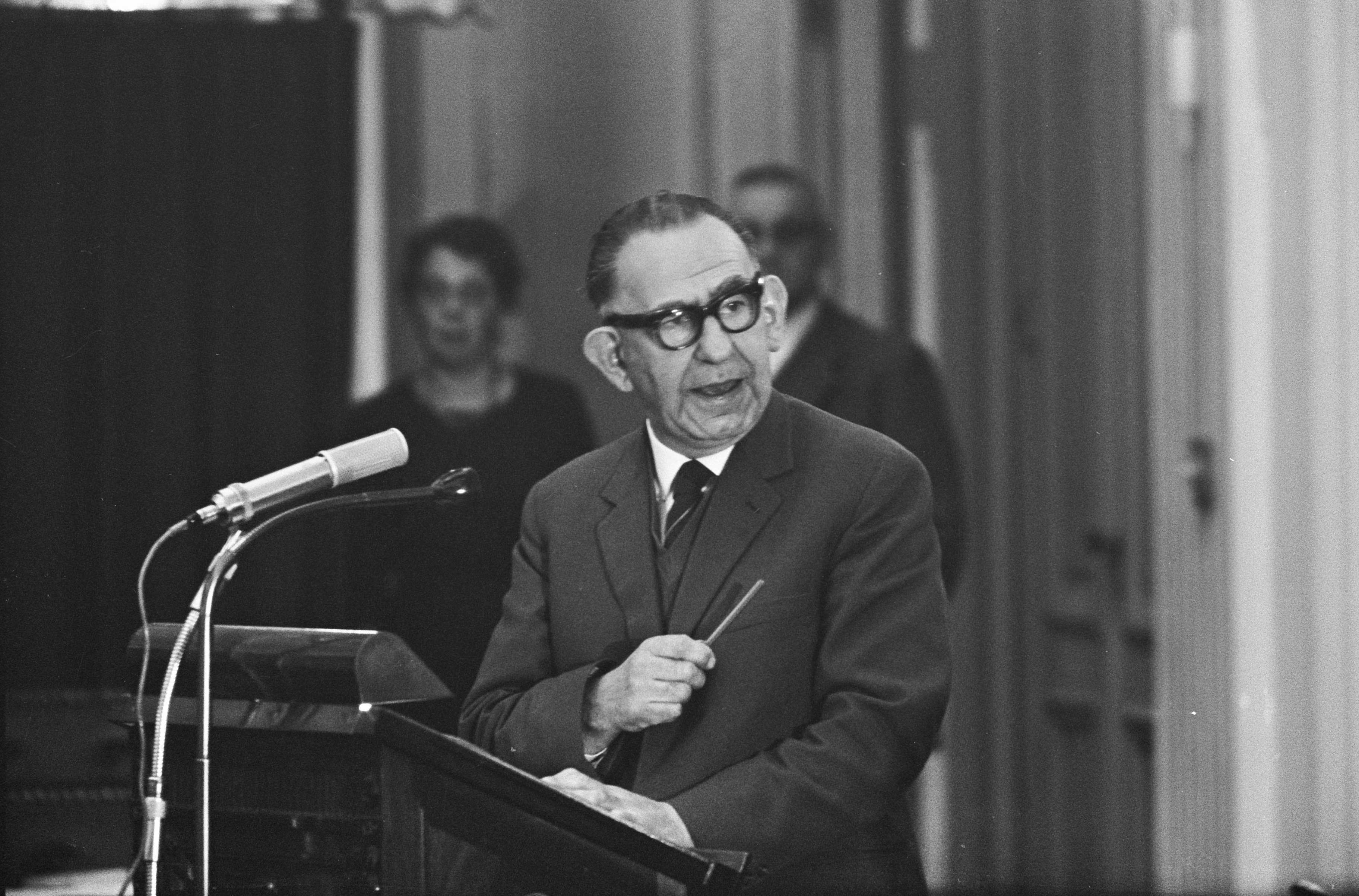
Johan Scheps

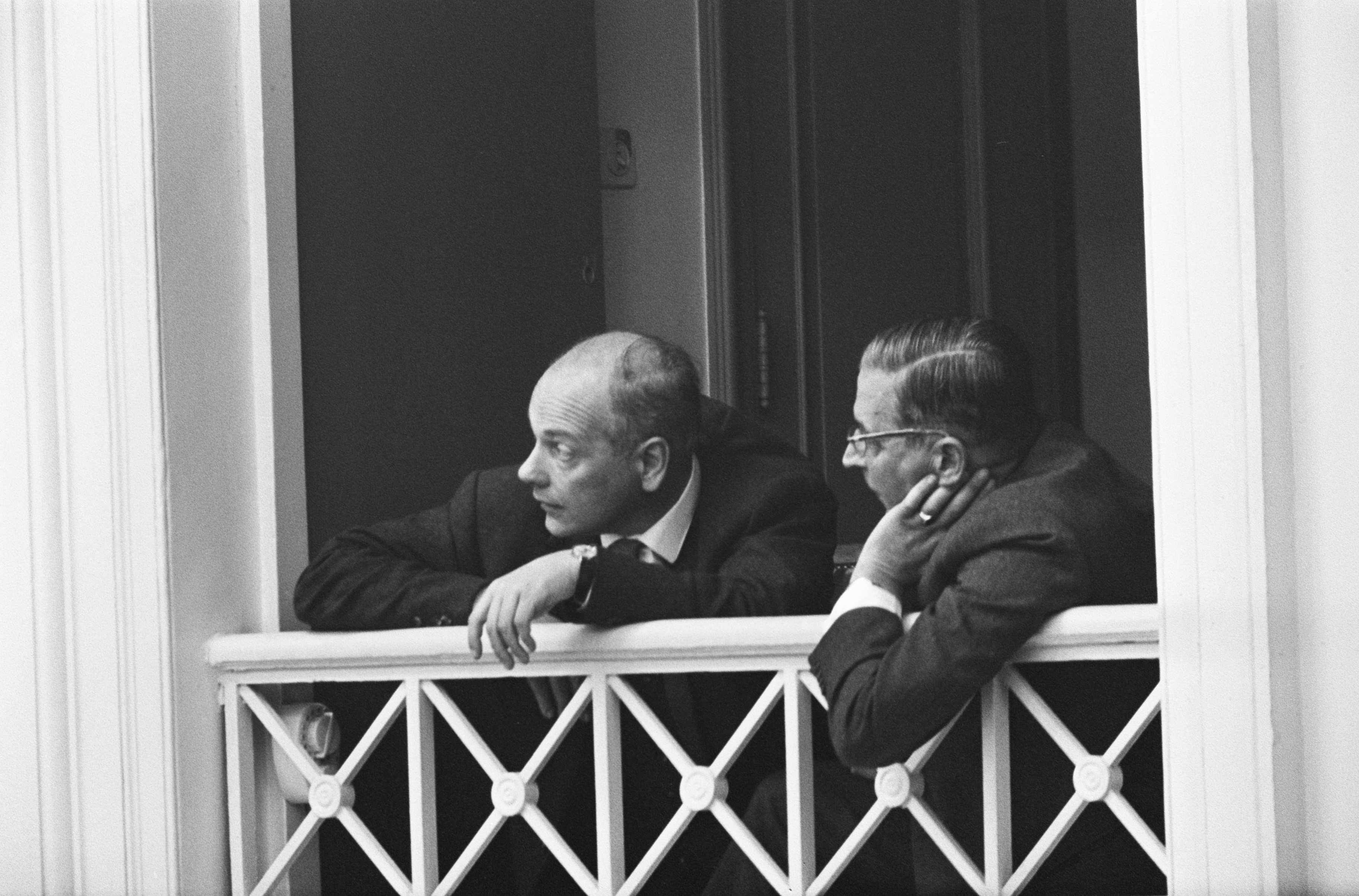
Burgemeester van Hall en wethouder Den Uyl

Uiteindelijk werd op initiatief van het PvdA-kamerlid Johan Scheps een amendement ingediend en moest de Kamer over de annexatie beslissen. In de aanloop naar het debat bood de gemeente de Kamer een brochure aan met argumenten voor toewijzing "Om de toekomst van 100.000 Amsterdammers" te verzekeren. De stad moest bouwen om de woningtekorten op te vangen en oude stadswijken moesten worden gesaneerd waarna daar minder nieuwe woningen konden worden gebouwd dan er zouden worden gesloopt. Een randgemeente kon volgens Amsterdam deze zware taak niet aan in bestuurlijke en financiële zin. Andere voorstanders kwamen met argumenten "VOOR DE BIJLmermeer" en "De honderdduizend krepeerders van Amsterdam".
Tegenstanders, waaronder minister Jan Smallenbroek, die inmiddels Toxopeus had opgevolgd, wilden niet dat Amsterdam nog meer inwoners en macht kreeg. Ze meenden dat de groei van de steden moest worden beperkt, omdat anders de afstand tussen bevolking en het bestuur te groot zou worden.
Burgemeester Van Hall ontving een aantal Amsterdamse kamerleden van de KVP en ARP die tegen waren privé en probeerde hen te overtuigen van de noodzaak tot annexatie en hen om te praten om voor het amendement te stemmen. Ook kreeg hij steun van de toen nog machtige confessionele vakbonden daar de bouw veel werkgelegenheid met zich mee zou brengen.
Op 27 oktober 1964, feitelijk 28 oktober 1964 om 1.05 uur, besliste de Kamer uiteindelijk met 74 tegen 67 stemmen dat de Bijlmermeer aan Amsterdam mocht worden toegewezen. De minister bleef echter tegen en uiteindelijk werd een compromis gesloten waarbij de Bijlmermeer voorlopig voor twaalf jaar, van 1 augustus 1966 tot en met 31 juli 1978, aan Amsterdam werd toegewezen. Het oostelijk deel van Weesperkarspel werd aan Weesp toegewezen. Uiteindelijk bleef de Bijlmermeer ook na 31 juli 1978 bij Amsterdam horen om uiteindelijk in 1987 samen met Gaasperdam, Bullewijk en Driemond stadsdeel Zuidoost te vormen.